# Воронкове (Рибницький район)
Воронко́ве (рос. Воронково; рум. Vărăncău) — село в Рибницькому районі в Молдові (Придністров'ї).
У селі діє пункт пропуску на кордоні з Україною Веренкеу—Станіславка.
У селі є Успенська церква. Була однією з двох церков, які діяли на території сучасного Придністров'я після насильної атеїзації 1917 року.
Згідно з переписом населення 2004 року у селі проживало 57,3% українців.